# Bjarne Melgaard
Bjarne Melgaard, född 9 september 1967 i Sydney, Australien, är en norsk konstnär. Han är uppväxt i Oslo men är bosatt och verksam i New York. Hans föräldrar var norska. 
Melgaard studerade vid Statens Kunstakademi i Oslo, Rijksakademien i Amsterdam och vid Jan van Eyck Akademien i Maastricht åren 1990–1993.
Melgaard är mest känd för sina expressiva målningar, installationer, foto och videkonst som ofta utmanar gränser och konventioner.